# La Bande du Rex (bande originale)
Albums de Jacques Higelin
Champagne et Caviar
(1979) Inédits 1970
(1980)
La Bande du Rex est un album de Jacques Higelin rassemblant des extraits de la musique composée par celui-ci pour le film de Jean-Henri Meunier La Bande du Rex, sorti en 1980. 
De nombreux morceaux ont servi à Jacques Higelin pour son spectacle Jacques Joseph Victor Dort, notamment Candide 80 rebaptisée Le vent de l'amour fou.

## Titres
| 1. | La Bande du Rex                 | 4:00 |
| 2. | État de choc                    | 2:46 |
| 3. | Big zig zag for the crazy zazou | 4:00 |
| 4. | Caravan Gipsy Jam               | 3:32 |
| 5. | Duo pour une cavale             | 4:00 |

| 1. | Candide 80     | 7:12 |
| 2. | Ballast blues  | 2:40 |
| 3. | Mégalo Mélodie | 8:36 |

## Commentaires
Cette bande originale a été rééditée en CD en 1989 (épuisé aujourd'hui).
Candide 80 a servi de générique durant plus de vingt ans à la tranche horaire matinale de France Inter.